# Шабагіш
Шабагі́ш (рос. Шабагиш, башк. Шәбағыш) — присілок у складі Куюргазинського району Башкортостану, Росія. Адміністративний центр Шабагіської сільської ради.
Населення — 581 особа (2010; 530 в 2002).
Національний склад:
- татари — 49%
- башкири — 45%